# Казімеж Папе
Казімеж Папе або Казімеж Нінбург-Папе (пол. Kazimierz Nienburg-Papée; нар. 10 січня 1889, Львів — 19 січня 1979, Рим) — польський дипломат, у 1932—1936 роках — Генеральний комісар Республіки Польща у Вільному місті Данциг, з 1936 по 1939 рік — посол Польщі у Чехословаччині, в 1939—1958 роках — посол при Святому Престолі, доктор права, капрал польських легіонів.

## Ранні роки
Народився 10 січня 1889 року у Львові. Його батько Фридерик Папе був істориком, який працював в Оссолінеумі, його мати Владислава була дочкою поета Владислава Анчиця. Брат Адам Папе — фехтувальник, призер Олімпійських ігор.
У 1905 році сім'я переїхала до Кракова, де Фридерик Папе влаштувався на роботу в бібліотеку Ягеллонського університету. Казімеж закінчив юридичний факультет Ягеллонського університету, пізніше отримавши ступінь доктора філософії. Під час Першої світової війни він служив у польських легіонах (1915—1916), а після війни, коли Польща відновила незалежність, він став дипломатом, працюючи в Міністерстві закордонних справ.

## Дипломатична кар'єра
1 квітня 1920 року Казімеж Папе влаштувався на роботу в польську делегацію в Гаазі, а через два роки був переведений до Берліна. У 1923 році, повернувшись до Польщі, Папе став заступником директора політичного департаменту. 14 січня 1924 року зайняв посаду тимчасового повіреного у справах польської делегації в Копенгагені, де він працював до 1 грудня 1924 року. Наступні чотири роки Папе провів у Польщі, працюючи в Міністерстві закордонних справ. 1 січня 1928 року він став директором консульського відділення польської делегації в Анкарі. У першій половині 1929 року він працював у польській делегації в Таллінні, а 16 липня 1929 року став генеральним консулом Польщі в Кенігсберзі.

### Генеральний комісар Республіки Польща у Вільному місті Данциг
Папе став «польським Верховним комісаром Данцига» 12 лютого 1932 року; «номінація сприймалася як знак того, що Польща має намір сильніше ставитись до Вільного міста». Таким чином, Папе служив дипломатичним представником Польщі у Вільному місті Данциг, в ролі якого він займався польським бойкотом міста. Як посланник, головною вимогою Папе було те, щоб Вільне місто передало свої митні доходи Польщі. Папе вів переговори в першу чергу з Артуром Грейзером, президентом Сенату Данцига. Суперечка та наступні розправи стали називатися «митною війною». У кінцевому підсумку Папі вдалося отримати концесію від Данцига.
Папе боровся з зусиллями нацистів щодо усунення ролі Ліги Націй в управлінні Вільним містом. Папе переконав Грейзера не застосовувати різні декрети, спрямовані на придушення опозиції Данцига, а також передавав ноти міністра закордонних справ Польщі Юзефа Бека Грейзеру.

### Посол у Чехословаччині
З 15 грудня 1936 року обіймав посаду Надзвичайного і повноважного посла в Чехословацькій республіці. Він виступав проти німецької окупації Чехословаччини, однак протестував проти переміщення чеських військ поблизу польського кордону та радіопропаганди. Обіймав цю посаду до розпаду країни в березні 1939 року. Потім знову недовго працював у міністерстві.

### Посол при Святому Престолі
Папе був призначений послом при Святому Престолі 23 червня 1939 року. Папе брав участь у спробах Папи Пія XII виступити посередником у суперечках між Німеччиною та Польщею.
Папе невдало тиснув на Пія XII, щоб той виступив рішучіше проти ситуації в окупованій Польщі протягом усієї війни. Папа Іван XXIII скасував акредитацію Папе на посаді посла у грудні 1958 року, що трохи покращило відносини між Ватиканом та Польською Народною Республікою.
З 1972 року до своєї смерті був лише неофіційним представником польського уряду в еміграції.
Помер 19 січня 1979 року в Римі.

## Нагороди
- Медаль «Десятиліття здобутої незалежності» (Польща, 1928)[16];
- Хрест Незалежності (Польща, 16 вересня 1931)[17];
- Командорський Хрест із зіркою ордена Відродження Польщі (10 листопада 1938)[18];
- Командорський хрест ордена Відродження Польщі (10 вересня 1933)[19];
- Офіцерський хрест ордена Відродження Польщі (8 листопада 1930)[20];
- Золотий Хрест заслуги (Польща, 15 січня 1937)[21];
- Великий Хрест ордена Полярної Зірки (Швеція, 1939)[22];
- Командорський Хрест із зіркою ордена Святого Сави (Югославія)[16];
- Командорський Хрест із зіркою ордена Заслуг (Угорщина)[16];
- Командорський Хрест із зіркою ордена Данеборг (Данія)[16];
- Командор ордена Білого лева (Чехословаччина)[16];
- Командор ордена Білої Троянди (Фінляндія)[16];
- Командор ордена Зірки Румунії[16];
- Офіцер ордена Оранських-Нассау (Нідерланди)[16];
- Почесний знак «За заслуги перед Австрійською Республікою»[16];
- Німецький Олімпійський знак 1-го класу (Німеччина, 1938)[23];
- Великий магістерський хрест Мальтійського ордену (1951)[24].